# Jüdischer Friedhof (Königsbach)

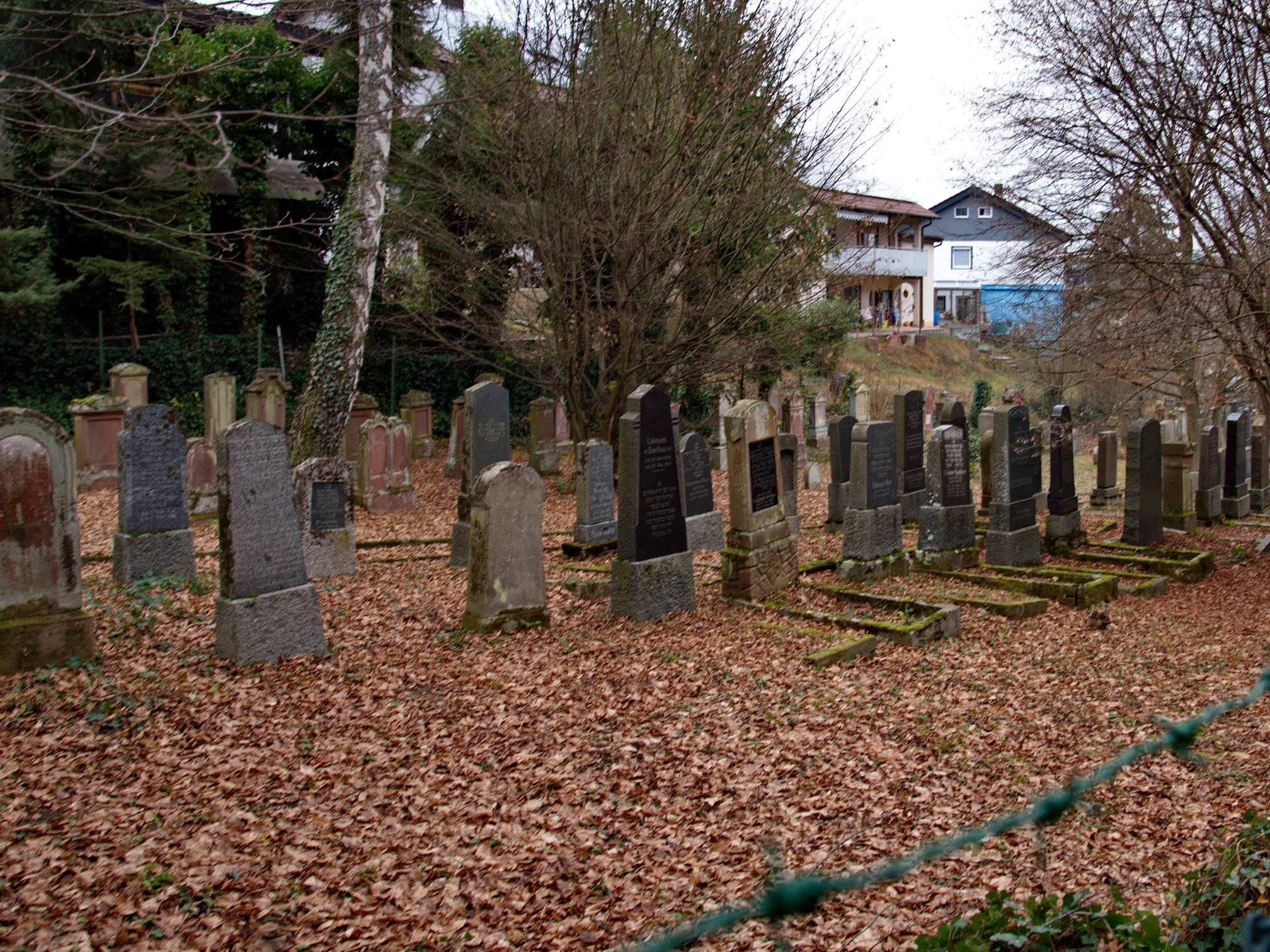
Der jüdische Friedhof in Königsbach

Der Jüdische Friedhof in Königsbach, einem Ortsteil der Gemeinde Königsbach-Stein im Enzkreis in Baden-Württemberg, wurde 1872 errichtet. Der jüdische Friedhof am Rande des Wohngebiets Steidig am Ende der Rhönstraße ist ein geschütztes Kulturdenkmal.
Durch die weitere Bebauung grenzen jetzt einige Wohnhäuser der Vogesenstraße unmittelbar an den Friedhof heran. Zu erreichen ist der Friedhof über einen Trampelpfad am Ende der Rhönstraße, der entlang des Waldrandes führt.

## Geschichte
Die Toten der jüdischen Gemeinde Königsbach wurden früher auf dem jüdischen Friedhof in Obergrombach bestattet. 1872 legte die Gemeinde dann den eigenen, 1389 m² großen Friedhof im Gewann Steidig an; den Grundstückskauf ermöglichte der Königsbacher Kaufmann Löw Stern. Auf dem Friedhof stehen heute 134 Grabsteine (Mazewot) in fünf Reihen. Zuletzt bestattet wurde Amalie Stern geb. Schmalz, die am 9. Januar 1940 verstarb.
Auf dem Friedhof befindet sich ein Gedenkstein für die Opfer der NS-Zeit.
Im Juni 1988 wurden 16 Grabsteine umgeworfen und teilweise beschädigt.